# 歌津港テレビ中継局
歌津港テレビ中継局（うたつみなとテレビちゅうけいきょく）は、宮城県本吉郡南三陸町の旧歌津町地域にあるテレビ中継局。

## 中継局概要

### デジタルテレビ放送
| リモコン 番号 | 放送局名           | チャンネル 番号 | 空中線 電力 | ERP  | 偏波面   | 放送対象地域 | 放送区域 内世帯数 | 運用開始日     |
| ------------- | ------------------ | --------------- | ----------- | ---- | -------- | ------------ | ----------------- | -------------- |
| 1             | TBC 東北放送       | 46              | 10mW        | 18mW | 垂直偏波 | 宮城県       | 約60世帯          | 2010年 5月25日 |
| 2             | NHK 仙台教育       | 41              | 10mW        | 18mW | 垂直偏波 | 全国         | 約60世帯          | 2010年 5月25日 |
| 3             | NHK 仙台総合       | 48              | 10mW        | 18mW | 垂直偏波 | 宮城県       | 約60世帯          | 2010年 5月25日 |
| 4             | MMT 宮城テレビ放送 | 34              | 10mW        | 18mW | 垂直偏波 | 宮城県       | 約60世帯          | 2010年 5月25日 |
| 5             | KHB 東日本放送     | 32              | 10mW        | 18mW | 垂直偏波 | 宮城県       | 約60世帯          | 2010年 5月25日 |
| 8             | OX 仙台放送        | 40              | 10mW        | 18mW | 垂直偏波 | 宮城県       | 約60世帯          | 2010年 5月25日 |

- 所在地： 本吉郡南三陸町歌津字港
- 放送区域： 南三陸町の一部[2]
- 2010年3月23日に予備免許が交付され[3]、4月下旬に試験電波を発射。5月21日に本免許が交付され[1]、5月25日に本放送が開始された[1]。

### アナログテレビ放送
| チャンネル 番号 | 放送局名           | 空中線 電力         | ERP                 | 偏波面   | 放送対象地域 | 放送区域 内世帯数 | 運用開始日     |
| --------------- | ------------------ | ------------------- | ------------------- | -------- | ------------ | ----------------- | -------------- |
| 50              | OX 仙台放送        | 映像100mW/ 音声25mW | 映像160mW/ 音声41mW | 垂直偏波 | 宮城県       | 60世帯            | 1977年 2月22日 |
| 52              | TBC 東北放送       | 映像100mW/ 音声25mW | 映像160mW/ 音声41mW | 垂直偏波 | 宮城県       | 60世帯            | 1977年 2月22日 |
| 54              | KHB 東日本放送     | 映像100mW/ 音声25mW | 映像160mW/ 音声41mW | 垂直偏波 | 宮城県       | 60世帯            | 1977年 2月22日 |
| 56              | MMT 宮城テレビ放送 | 映像100mW/ 音声25mW | 映像160mW/ 音声41mW | 垂直偏波 | 宮城県       | 60世帯            | 1977年 2月22日 |
| 58              | NHK 仙台総合       | 映像100mW/ 音声25mW | 映像160mW/ 音声41mW | 垂直偏波 | 宮城県       | 60世帯            | 1976年 3月28日 |
| 60              | NHK 仙台教育       | 映像100mW/ 音声25mW | 映像160mW/ 音声41mW | 垂直偏波 | 全国         | 60世帯            | 1976年 3月28日 |

- 所在地： デジタルテレビ放送に同じ
- 2011年7月24日をもってすべて廃止される予定だったが、東日本大震災の影響により、2012年3月31日に延期された。